# Tipo UB II
Los Tipo UB II fueron una serie de treinta sumergibles construidos durante la Primera Guerra Mundial para la Kaiserliche Marine. Eran de un tamaño mayor que el anterior tipo UB I y fueron unos buques muy eficaces. Estas naves eran de un diseño de casco único con una profundidad de buceo máxima de 50 m y necesitaban  de 30 a 45 segundos para realizar la inmersión. Fueron construidos en dos astilleros diferentes.

## Diseño y construcción
El diseño del Tipo UB II incorporaba una serie de mejoras sobre los anteriores Tipo UB I, los primeros sumergibles costeros (Küsten-U-Boote) de la Armada Imperial alemana. Entre ellas estaban la instalación de dos motores y ejes para conseguir más redundancia durante las operaciones, una mayor velocidad y tubos lanzatorpedos más grandes, con el doble de complemento de torpedos. Como resultado, los UB II eran casi dos veces más pesados que sus predecesores. 
Los astilleros Blohm & Voss de Hamburgo construyeron 18. Las unidades UB 18 hasta la UB 23 en 1915 y, entre ese año y el siguiente los UB 30 al UB 41.
El otro astillero, A.G. Weser de Bremen entre 1915 y 1916 construyó 12 unidades. Los sumergibles UB 24 al UB 29 y los UB 42 al UB 47.

## Historia
La clase UB II fue resultante de un desarrollo de los anteriores Tipo UB I diseñados para operaciones en aguas costeras. Los UB 18 a UB 40 fueron desplegados en las costas de Flandes y los UB 42 a UB 47 fueron transportados desmontados por ferrocarril hasta la base de la KuK Kriegsmarine (Armada austrohúngara) de Pola en el Adriático y preparados para realizar operaciones en el Mediterráneo y el Mar Negro.

## Lista de sumergibles Tipo UB II
- SM UB 18 - Hundido por el arrastrero armado HMS Ben Lawer el 9 de diciembre de 1917.
- SM UB 19 - Hundido por el buque Q HMS Penshurst el 30 de noviembre de 1916.
- SM UB 20 - Hundido por mina cerca de Zeebrugge el 28 de julio de 1917.
- SM UB 21 - Se rindió el 24 de noviembre de 1918. Hundido cuando era remolcado para desguace en 1920.
- SM UB 22 - Hundido por mina en la bahía de Heligoland el 19 de enero de 1918.
- SM UB 23 - Internado en La Coruña (España), tras ser gravemente dañado por cargas de profundidad desde el patrullero HMS PC-60 en the Lizard el 26 de julio... Desguazado en 1921.
- SM UB 24 - Se entregó a Francia en Cherburgo el 24 de noviembre de 1918. Desguazado en Brest en julio de 1921.
- SM UB 25 - Se rindió el 26 de noviembre de 1918. Desguazado en Canning Town en 1922.
- SM UB 26 - Enredado en las redes puestas por el destructor francés Trombe, subido a la superficie y echado a pique en Le Havre Roads el 5 de abril de 1916. Reflotado el 3 de agosto de 1916 y reparado por la Armada francesa como Roland Morillot, dado de baja el 3 de enero de 1924, desguazado en 1931.[1]
- SM UB 27 - Hundido por el HMS Halcyon el 29 de julio de 1917.
- SM UB 28 - Se rindió el 24 de noviembre de 1918. Desguazado en Bo'ness en 1919.
- SM UB 29 - Hundido por cargas de profundidad del HMS Landrail al sur de Goodwin Sands el 13 de diciembre de 1916.
- SM UB 30 - Hundido por el trawler (arrastrero armado) HMS John Gillman el 13 de agosto de 1918.
- SM UB 31 - Perdido por una mina en el acantilado de Dover el 2 de mayo de 1918.
- SM UB 32 - Probablemente hundido por aviones del RNAS el 22 de septiembre de 1917.
- SM UB 33 - Hundido por mina al suroeste del banco de arena de Varne el 11 de abril de 1918.
- SM UB 34 - Se rindió el 26 de noviembre de 1918. Desguazado en Canning Town en 1922.
- SM UB 35 - Hundido por cargas de profundidad del HMS Leven el 26 de enero de 1918.
- SM UB 36 - Desaparecido después de su salida el 9 de mayo de 1917. Posiblemente hundido a causa de una mina en la costa de Flandes.
- SM UB 37 - Hundido por disparos del buque Q Penshurst el 14 de enero de 1917.
- SM UB 38 - Hundido cuando se topó con un campo minado mientras intentaba escapar de destructores el 8 de febrero de 1918.
- SM UB 39 - Perdido al este del Sandettie Bank en  mayo de 1917. La causa exacta de la pérdida es incierta, aunque es probable fuera debida a una mina.
- SM UB 40 - Echado a pique en Ostende durande la evacuación alemana de Bélgica el 5 de octubre de 1918.
- SM UB 41 - Perdido a causa de una mina cerca de Scarborough el 5 de octubre de 1917.
- SM UB 42 - Desarmado por los aliados en Sebastopol el 16 de noviembre de 1918. Desguazado en Malta en 1920.
- SM UB 43 - Se rindió en Venecia el 6 de noviembre de 1918, siendo desguazado allí en 1919.
- SM UB 44 - Desapareció en el Mar Egeo, en o después del 4 de agosto de 1916.
- SM UB 45 - Chocó con una mina en Varna el 6 de noviembre de 1916.
- SM UB 46 - Hundido por mina en el Bósforo el 7 de diciembre de 1916.
- SM UB 47 - Sirvió en Pola como U 47' en la marina austro-húngara desde el 20 de julio de 1917. Se rindió a Francia, desguazado en 1920.